# Catedral dos Santos Apóstolos Pedro e Paulo (Legnica)

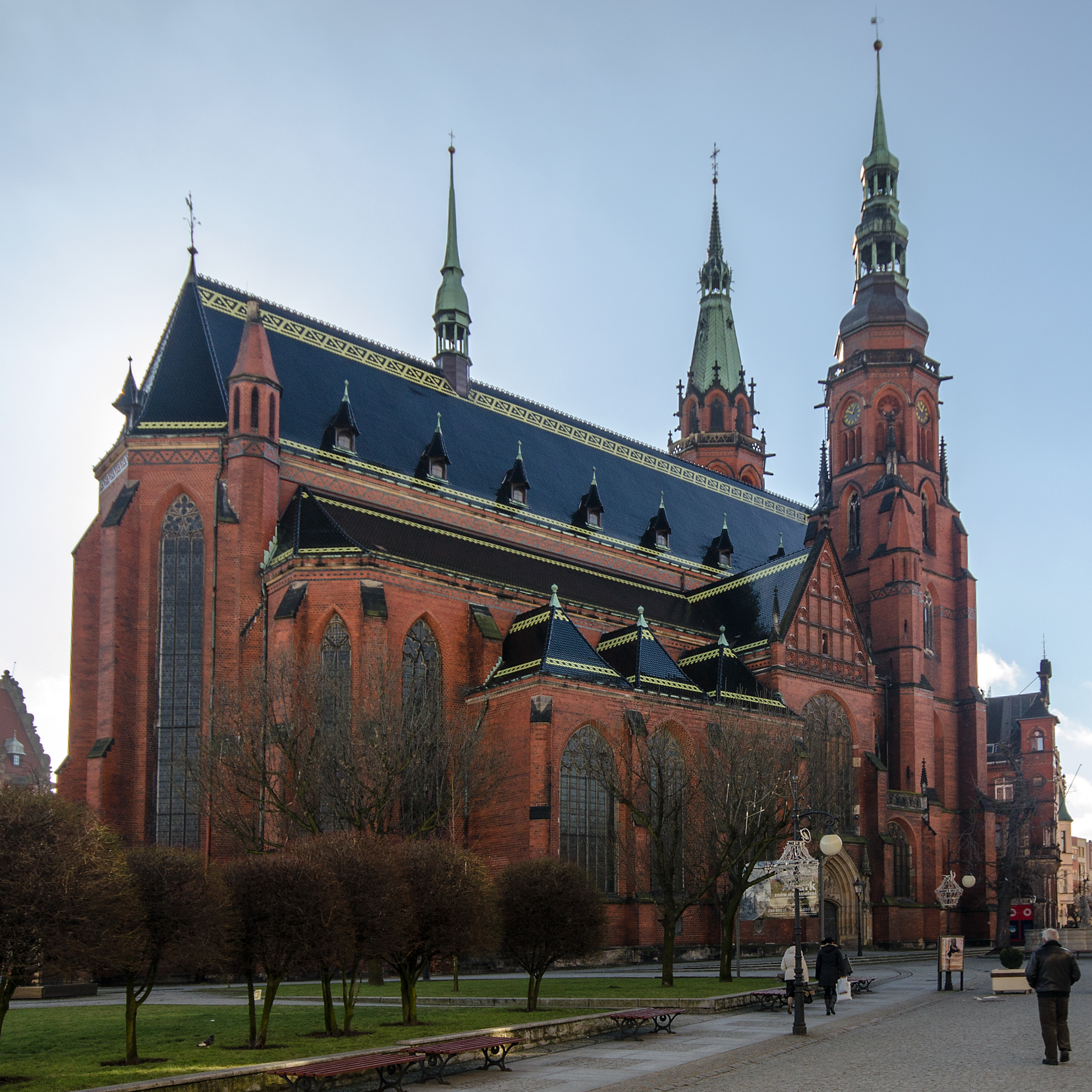
Catedral do lado do cruzamento das ruas Nossa Senhora e T. Łęczyńskiego.

A Catedral dos Santos Apóstolos Pedro e Paulo é uma igreja católica localizada na praça Katedralny, em Legnica, na Polônia.

## História e arquitectura
Primariamente mencionada em 1208, ardeu provavelmente durante de cerco da cidade em 1241, o edifício atual emergido nos anos 1333-1380, em 1378 foi acabada a construção duma torre norte. Entre seus construtores está nomeado pedreiro Wiland, provavelmente o filho de um pedreiro de Wrocław do mesmo nome que atuava no século XIII. No século XV foram adicionadas 9 capelas laterais, em 1648 o fogo destruiu a maioria do equipamento e arruinou a nave principal. Nos anos 1892–1894 foi feita reconstrução para a igreja neogótica, foi adicionada uma torre sul, uma parte das muralhas exteriores e arte de detalhes arquitectónicos ficaram forjados. O portal occidental dos anos 1338–1341 decorou o monumento gótico da Nossa Senhora com o Menino Jesus de pedra. O portal norte apresenta a Adoração dos Magos - raramente encontrado em arte gótica. Fica aqui também um quintiptico do século XV com cenas de Santa Anna, São Edwiges ou cenas de Paixão - o monumento mais valioso como único da pintura gótica que fica na capela da parte norte da igreja. No interior ficam numerosos epitáfios, púlpito renascentista dos anos 1586–1588, altar barroco, pia batismal marrom na forma de cálice do século XIII, monumentos dos apóstolos do século XIV, lápide do príncipe de Brzesko e Legnica Luís II e sua mulher Elizabeth de Brandemburgo. Em 1645 no catedral foi sepultado o capitão-tenente do exército imperial Joachim Friedrich da família Bilicerowie de Prudnik.
Em 25 de Março de 1992 o papa João Paulo II pela bula Totus Tuus Poloniae Populus estabeleceu esta igreja como catedral. Em 2 de Junho de 1997 na catedral ficavam o papa  João Paulo II.

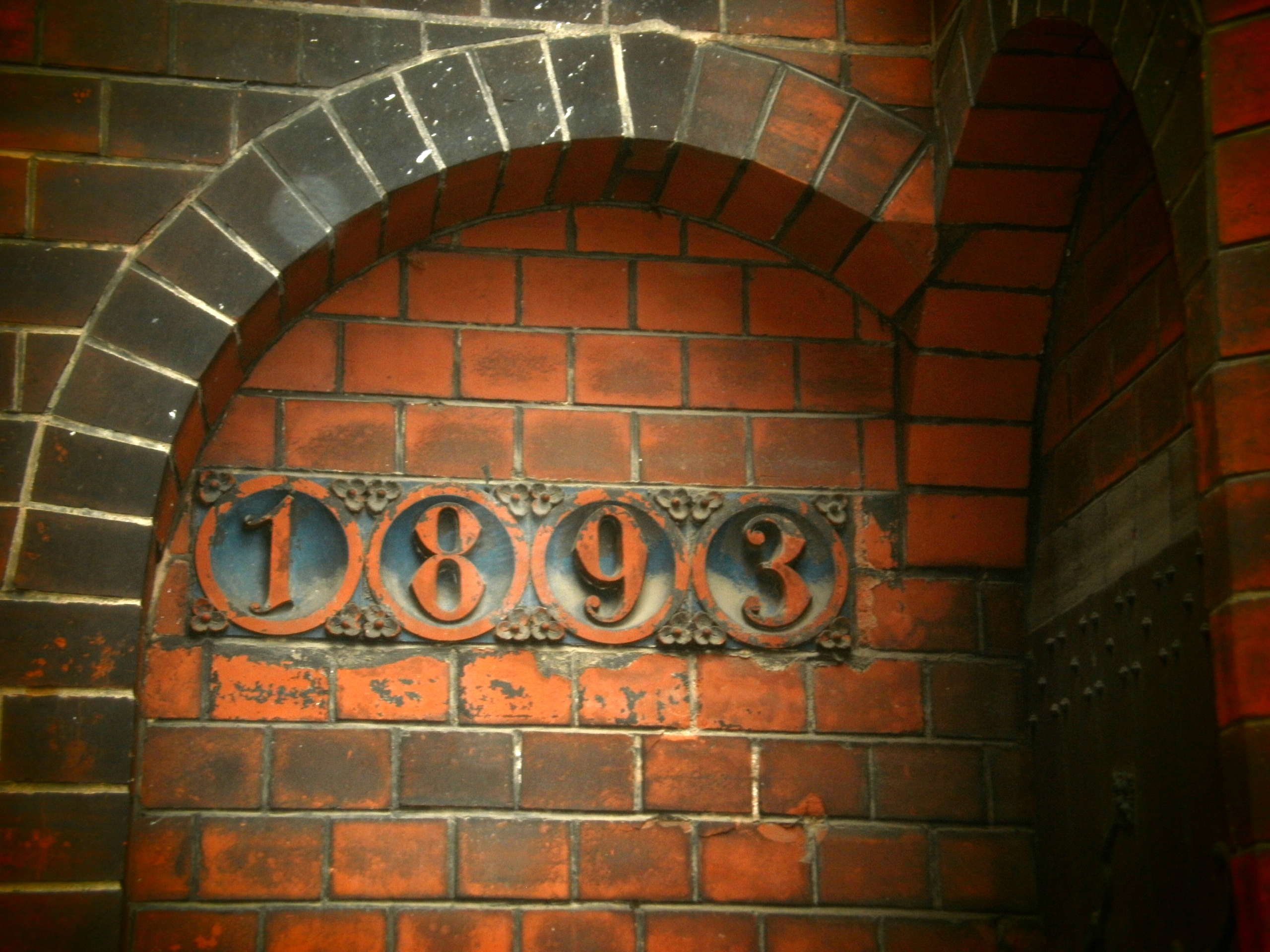
Catedral dos Santos Pedro e Paulo em Legnica

Em 10 de Abril de 2011 no limiar da entrada principal ao templo foi inaugurada placa comemorativa das vítimas da catstrofe de Tu-154 polaco em Esmolensco. Na placa apesar da lista das vítimas fica a frase: “Pan prezydent za życia i po śmierci był przez jednych ludzi poniżany i wyszydzany, ale dla wielu rodaków był nadzieją na odbudowę niepodległej i sprawiedliwej Polski”.
Em 5 de Novembro de 2014 na cripta da catedral foi sepultado padre doutor habilitado Władysław Bochnak (1934–2014) o pároco perene da paroquia catedral, em 11 de Março de 2017 no subterrâneo da catedral foi sepultado primeiro bispo de Legnica Tadeusz Rybak. 

## Galeria

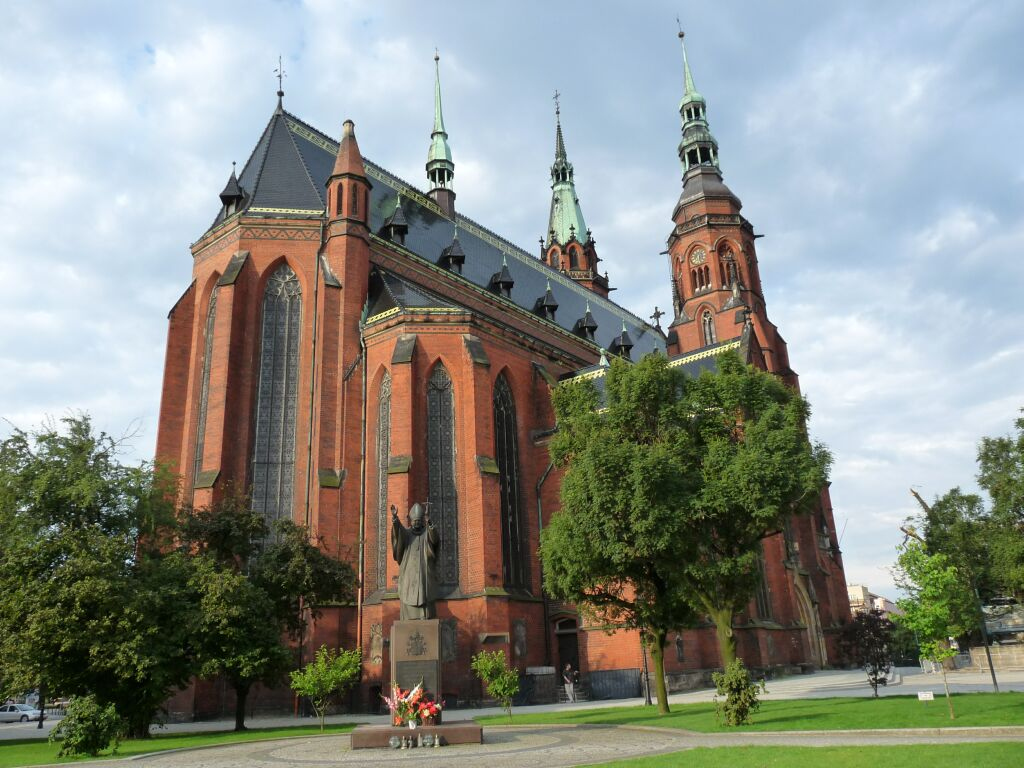
A foto foi feita da praça de Powstańców Wielkopolskich. No primeiro plano o monumento de João Paulo II
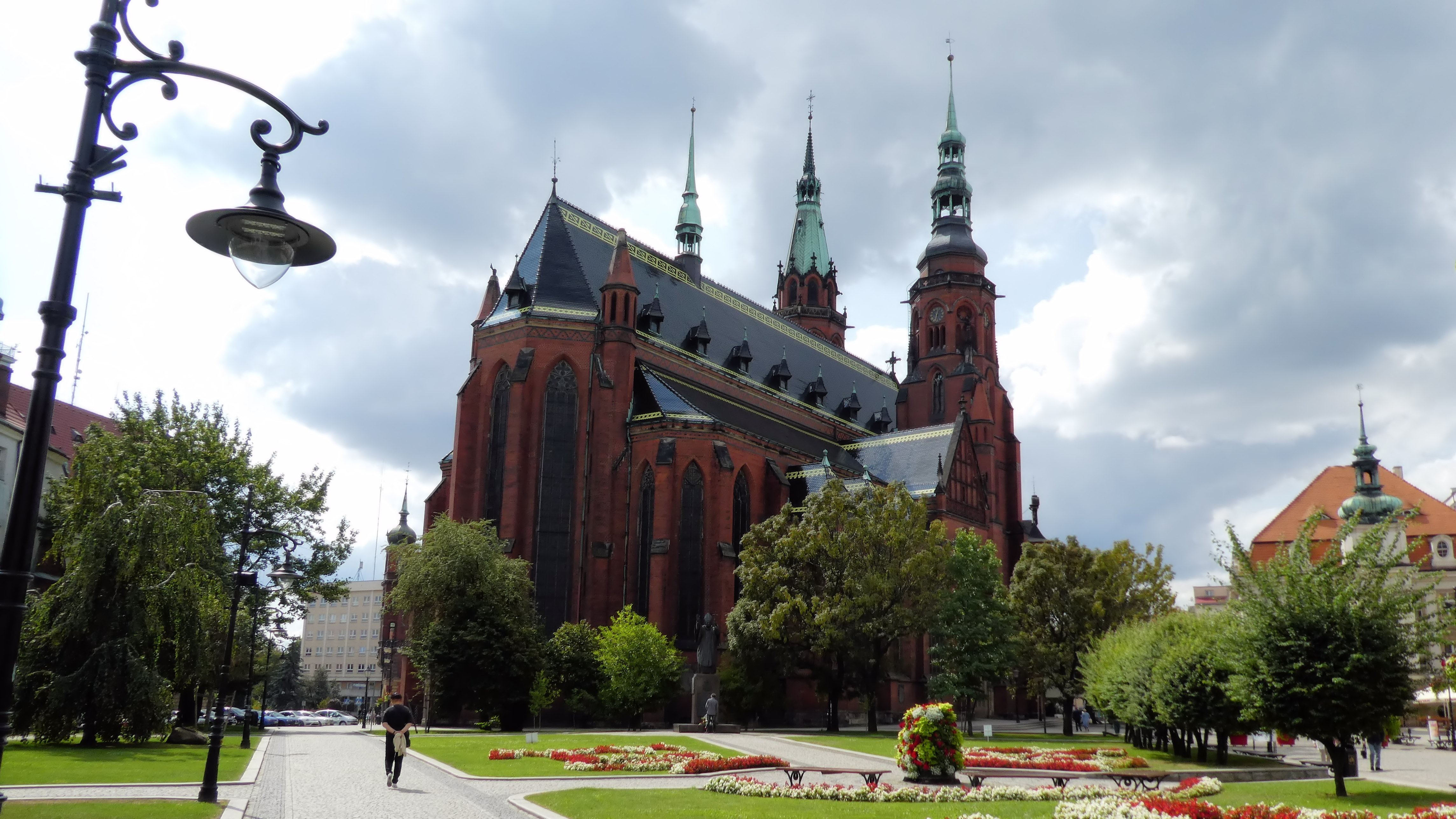
Tiro da parte norte da praça de Powstańców Wielkopolskich
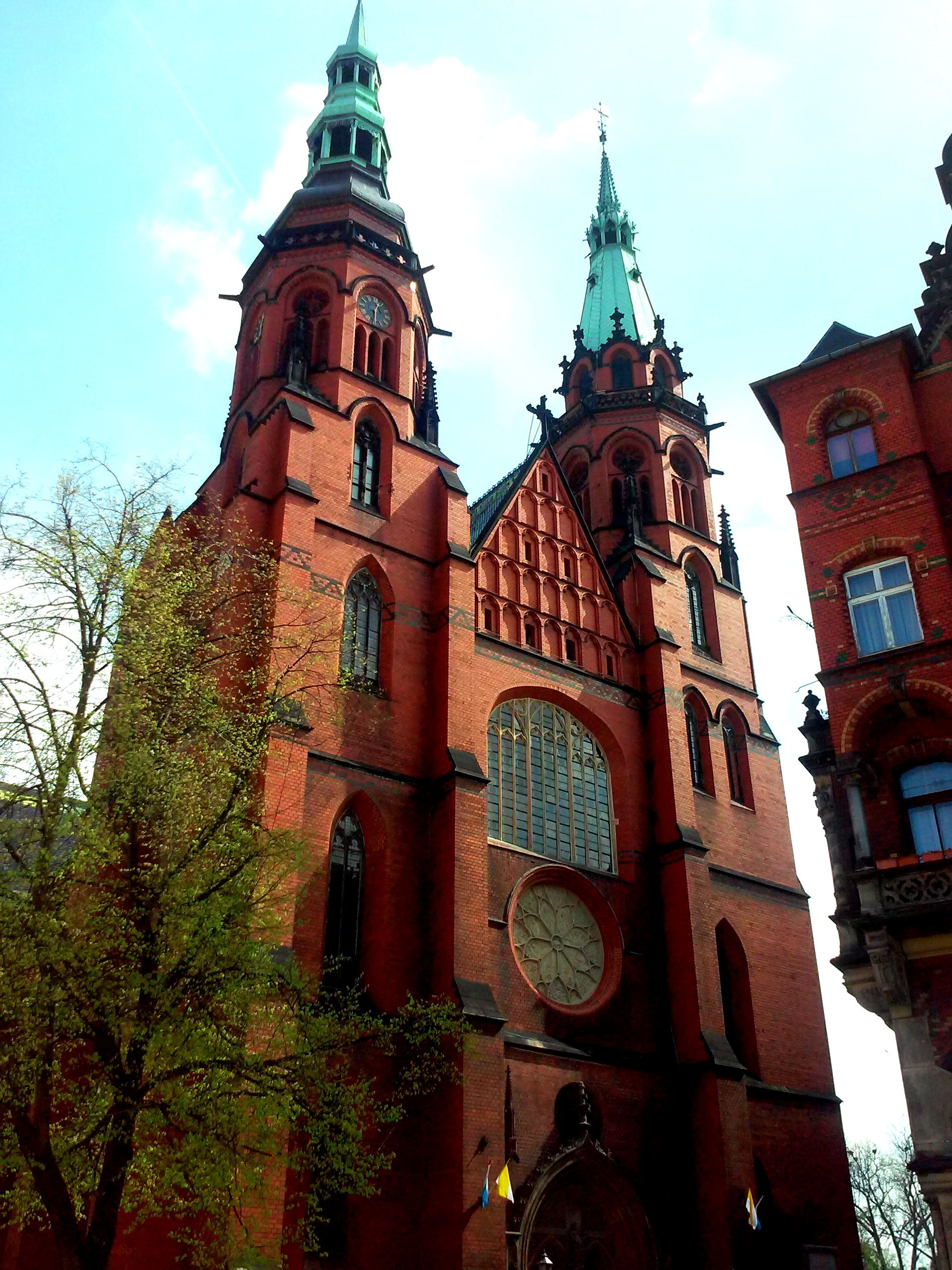
Torres da catedral
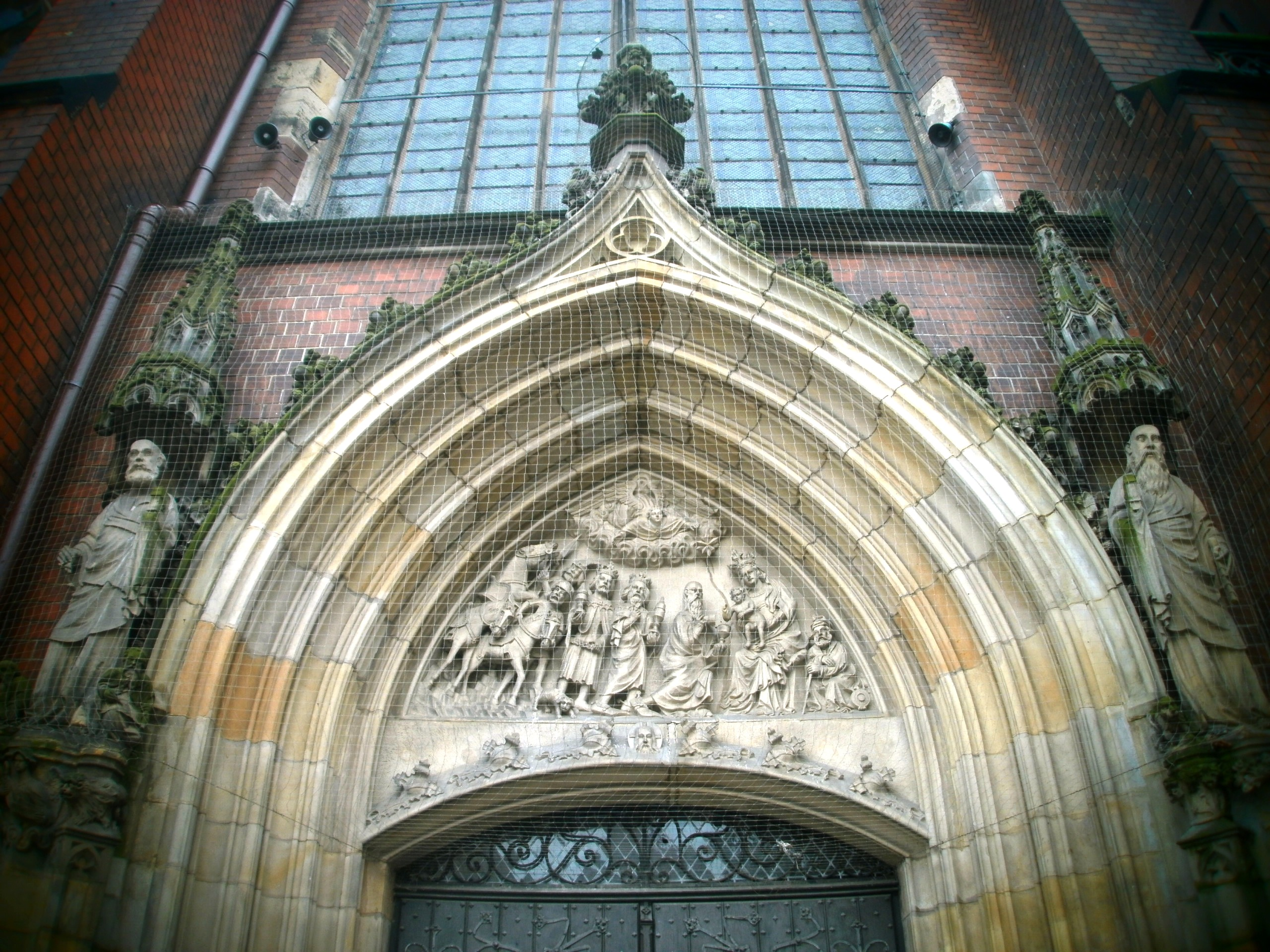
Portal norte - cena da Adoração dos Magos
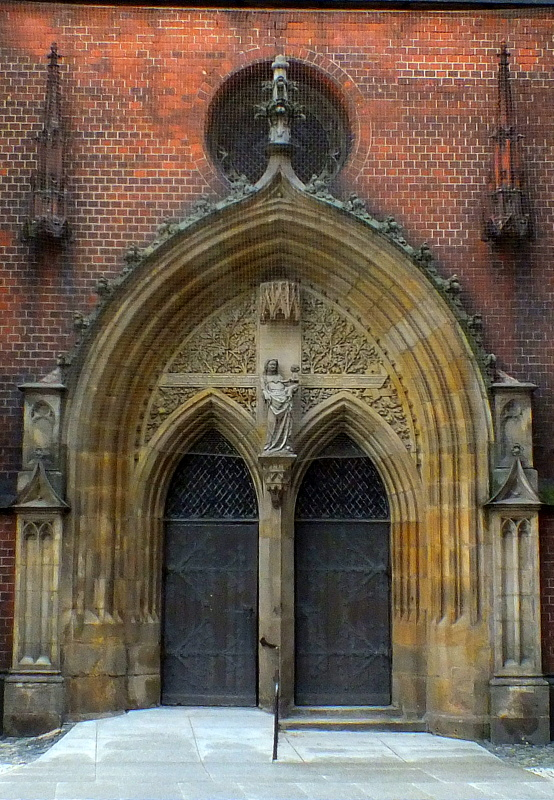
Portal occidental
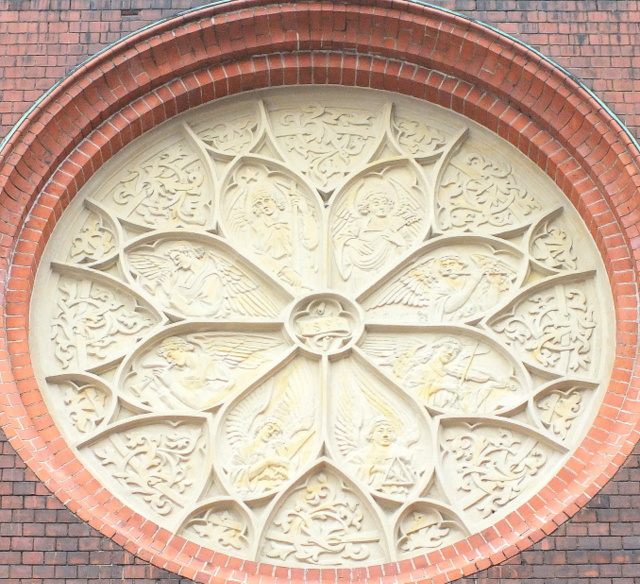
Roseta sob portal occidental
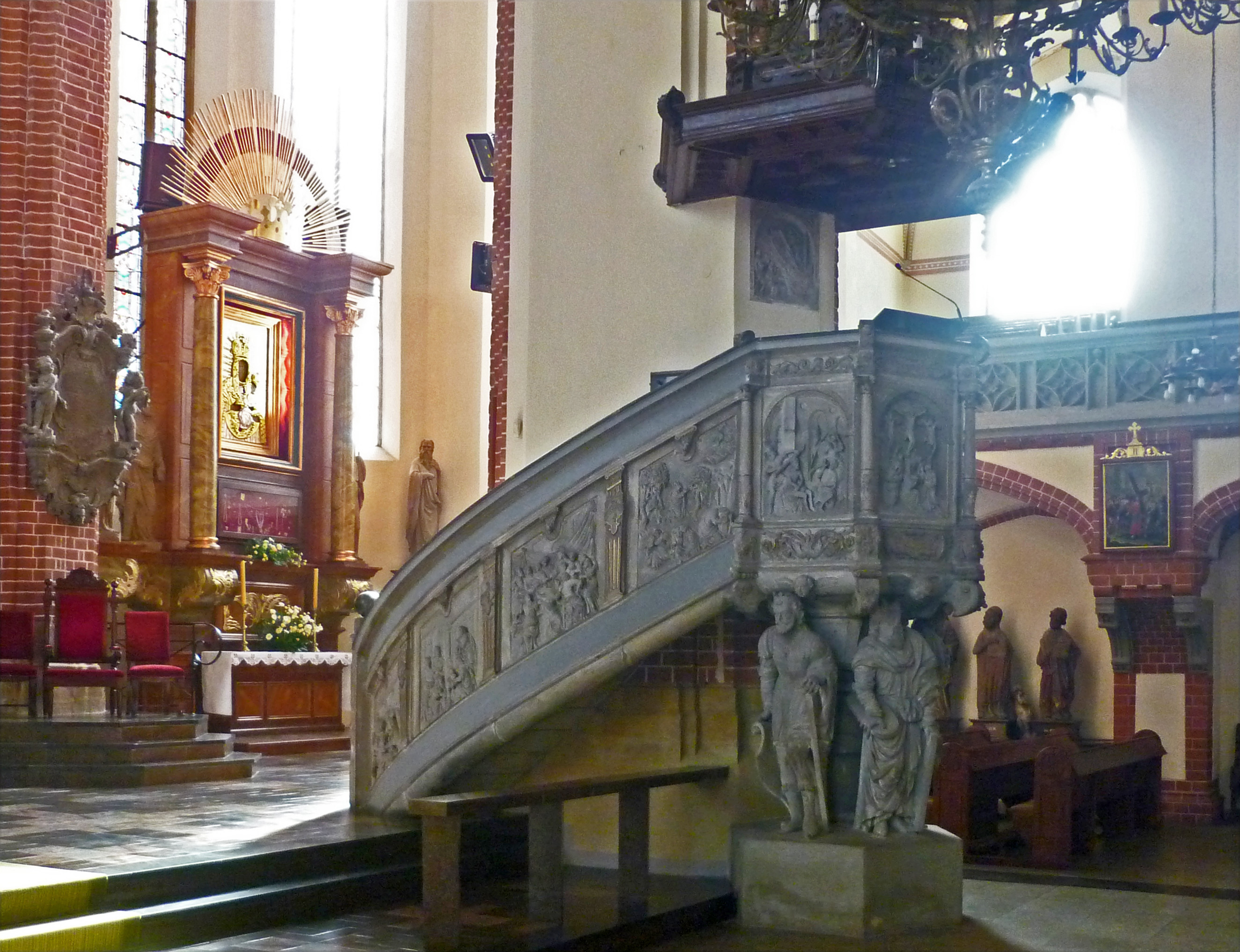
Púlpito renascentista dos anos 1586–1588
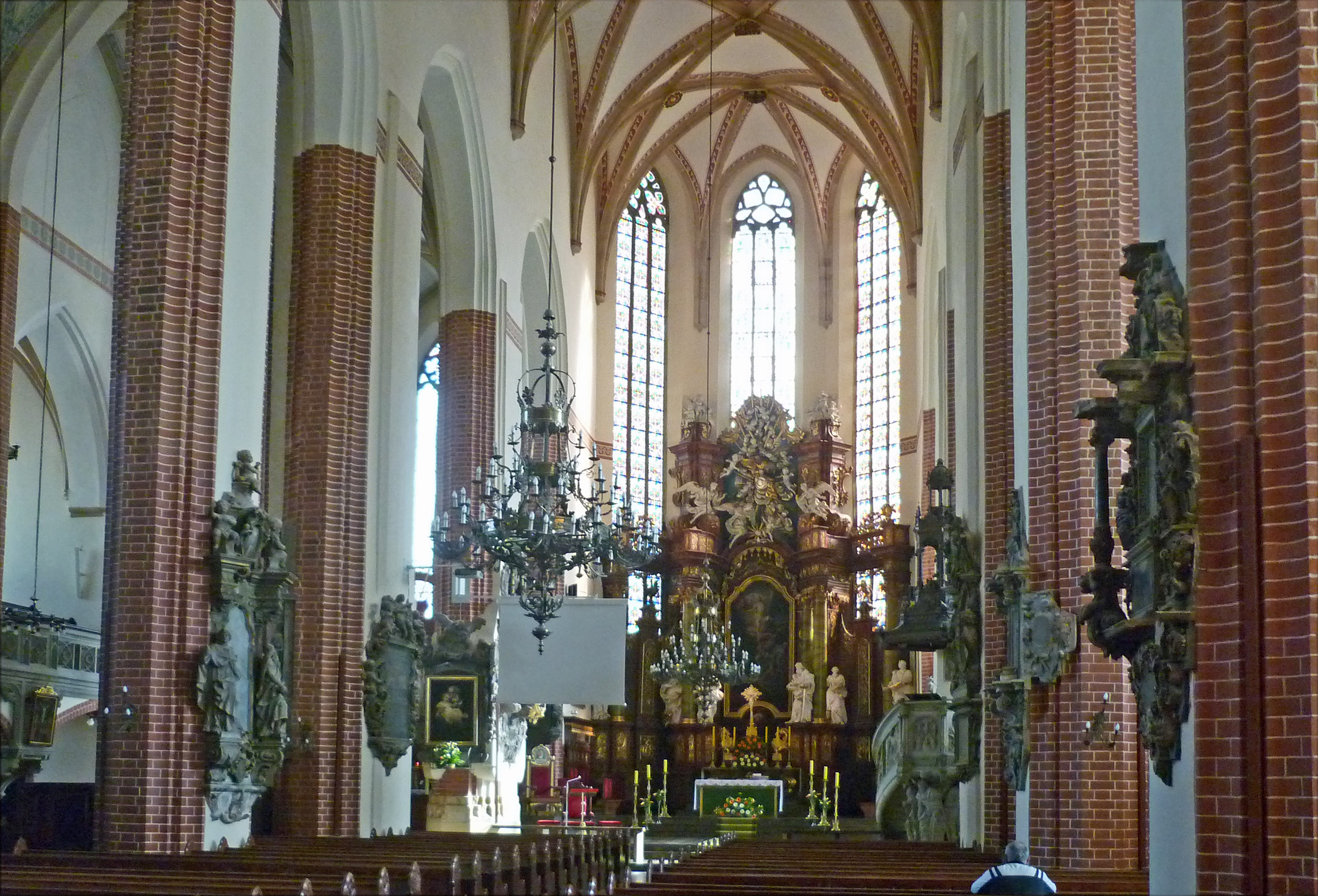
Altar barroco
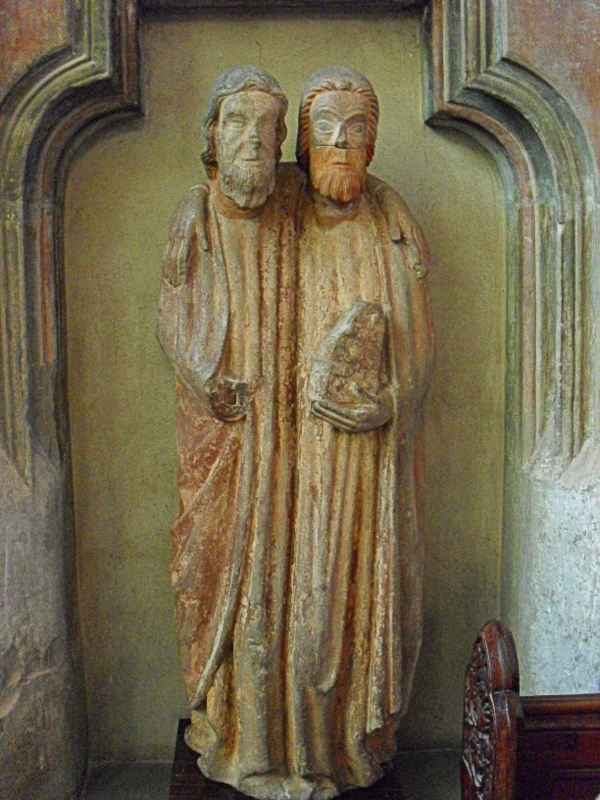
Patronos da diocese Santos Pedro e Paulo
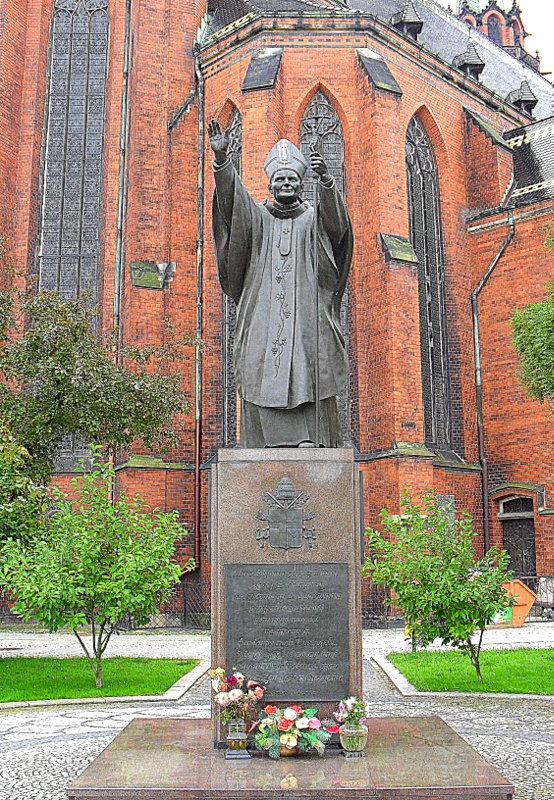
Monumento do papa João Paulo II
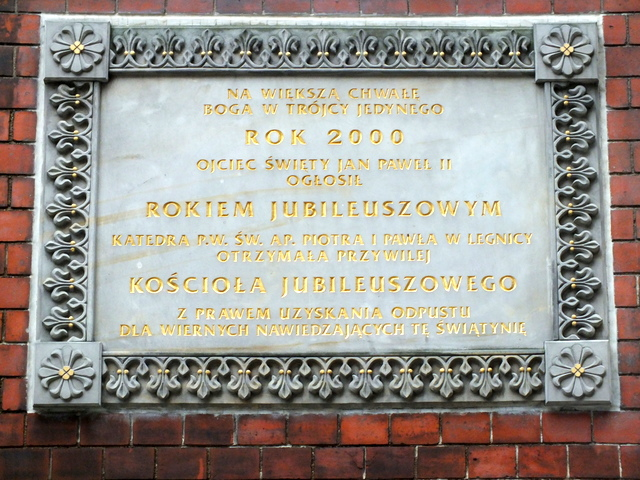
Placa comemorativa do Grande Jubileu do Ano 2000